# Мария Французская (графиня Шампани)
Мария Французская (фр. Marie de France; 1145 — 11 марта 1198) — французская принцесса, графиня Шампани.
Старшая дочь короля Франции Людовика VII и Алиеноры Аквитанской, единокровная сестра Филиппа Августа и единоутробная — Ричарда Львиное Сердце.

## Биография
В 1164 году была выдана за Генриха I Щедрого, графа Шампани и Бри.
Три раза осуществляла регентство: в июне 1179 — феврале 1181 годов, когда её муж был в паломничестве в Святую землю; в марте 1181 — мае 1187 годов, пока старший сын Генрих II не достиг совершеннолетия; и в мае 1190 — марте 1198 годов, когда тот участвовал в Третьем Крестовом походе и остался в Святой земле, став номинальным королём Иерусалима, а затем во время несовершеннолетия младшего сына Тибо III до своей смерти 11 марта 1198 года.
Нет никаких свидетельств, что Мария привлекалась к какому-либо участию в управлении графством до 1179 года. Документы свидетельствуют лишь о небольших дарениях монастырям из её личного имущества. В 1179 году её муж граф Генрих I принял решение отправиться в паломничество в места, где проходил Второй Крестовый поход, в котором он участвовал в молодости. Регентом была назначена Мария. Граф Генрих был взят в плен сельджукским султаном, выкуплен византийским императором Мануилом и вернулся в Шампань в феврале 1181 года, по всей видимости, с сильно подорванным здоровьем. Он скончался 17 марта 1181 года и Мария во второй раз стала регентом.
В период второго регентства в 1181—1182 годах или в 1183 году вместе с деверями участвовала в феодальной войне против брата, короля Франции, окончательно примирилась с ним на конференции в Жизоре в 1186 году.
После второго регентства в 1187 году покинула двор и удалилась в монастырь в окрестностях города Мо, не принимая, однако, постриг. Решение её сына Генриха отправиться в Крестовый поход вернуло её к управлению Шампанью в третий раз (1190 год).
Была знаменита как ценительница поэзии и меценатка; при её блестящем дворе состояли Кретьен де Труа, Гас Брюле, Готье Аррасский, Гийо де Провен, Гюон д’Уази, Жоффруа де Виллардуэн и, возможно, Андрей Капеллан.
Считается, что именно Марии адресована знаменитая сирвента Ричарда Львиное Сердце, в которой пленный король порицает вассалов, не торопящихся собирать выкуп:
Мария Шампанская покровительствовала Кретьену де Труа. Из пролога к роману в стихах «Ланселот, или Рыцарь телеги» следует, что сочинение было заказано графиней.

## Дети
- Схоластика Шампанская (ум. 1219). Муж: граф Гийом IV де Макон (ум. 1226)
- Генрих II Шампанский (1166—1197), король Иерусалима.
- Мария Шампанская (1174—1204). Муж (1186): Бодуэн IX Фландрский (ум. 1206), граф Геннегау и Фландрии, император Латинской империи.
- Тибо III Шампанский (1179—1201)